# 3-я дивизия морской пехоты (США)
3-я дивизия морской пехоты (англ. 3rd Marine Division) — тактическое соединение Корпуса морской пехоты США, расквартированная на базе КМП «Кэмп-Кортни» (Урума, префектура Окинава, Япония). Дивизия входит в состав 3-го экспедиционного соединения морской пехоты.

## История
21 июля 1944 года около 8 утра 3-я дивизия и 1-я временная бригада морской пехоты США и начали высадку на остров Гуам, на мысе Асан и южнее Агата. Японская артиллерия потопила двадцать гусеничных десантных машин, но к 09:00 танки американцев оказались на берегу на обоих пляжах. После создания плацдарма морские пехотинцы США атаковали укрепления японцев, расположенные на холмах вдоль линии побережья, и заставили противника отступить. Долина реки Матгу стала ареной крупной контратаки японских войск на плацдарм союзников, в которой японцы понесли чрезвычайно тяжёлые потери и были отброшены. После этой атаки оставшиеся на острове японские силы отступили на север.

## Организация дивизии

### 2021 год
- Штабной батальон (Headquarters Battalion)
- 3-й береговой полк морской пехоты (3rd Marine Littoral Regiment)
- 4-й полк морской пехоты[~ 1] (4th Marine Regiment)
- 12-й артиллерийский полк[~ 2] (12th Marine Regiment)
- 3-й разведывательный батальон (3rd Reconnaissance Battalion)
- Штурмовой батальон[~ 3] (Combat Assault Battalion)
- Учебный центр войны в джунглях (Jungle Warfare Training Center), Окинава (United States Marine Corps Training and Education Command (TECOM))